# Ercheia designata
Ercheia designata är en fjärilsart som beskrevs av W. Warren 1914. Ercheia designata ingår i släktet Ercheia och familjen nattflyn. Inga underarter finns listade i Catalogue of Life.